# Ricarda Grommes
Ricarda Grommes est une chef belge, qui a remporté une étoile Michelin en 2017 pour son restaurant Quadras,, installé à Saint-Vith en Belgique. Cela fait de Ricarda Grommes une des rares femmes chef étoilées en Belgique.

## Gault et Millau
- 15/20